# Embaixada da Ucrânia na Suécia
A Embaixada da Ucrânia na Suécia é uma missão diplomática da Ucrânia em Lidingö, Estocolmo, na Suécia.
Andrij Plachotnjuk é o embaixador desde novembro de 2020.